# Уэсиба, Морихэй
Морихэй Уэсиба (яп. 植芝 盛平 Уэсиба Морихэй, 14 декабря 1883 года — 26 апреля 1969 года) — создатель боевого искусства айкидо.
Родился в городе Танабе в Японии. Также известен как Основатель (яп. 開祖 Кайсо) или Великий учитель (яп. 大（翁）先生 О:сэнсэй).
Айкидо создано Уэсибой на основе элементов традиционных японских единоборств Дайто-рю Айки-дзюцу, кэн-дзюцу и дзё-дзюцу. Название айкидо состоит из трёх иероглифов: ай (合) — соединение, гармония; ки (気) — духовная сила; до: (道) — путь.
Основной принцип айкидо как системы самообороны— использование силы (Ки) противника против него самого. В айкидо используются броски (нагэ-вадза), болевые удержания (осаэ-вадза), удары (атэми). Также характерной чертой айкидо являются круговые движения при уходе с линии атаки и выведение противника из равновесия (кудзуси).

## Биография
Уэсиба был старшим из четверых детей в семье. Его отец был крестьянином, а мать принадлежала к знатной семье Итокава. В возрасте 7 лет он начал изучать конфуцианство и буддистскую письменность. В 1902 году Уэсиба отправился в Токио и стал продавать письменные принадлежности и школьные товары в торговом районе Нихомбаси. В то же время он начал заниматься дзю-дзюцу (柔術) и кэн-дзюцу (剣術).

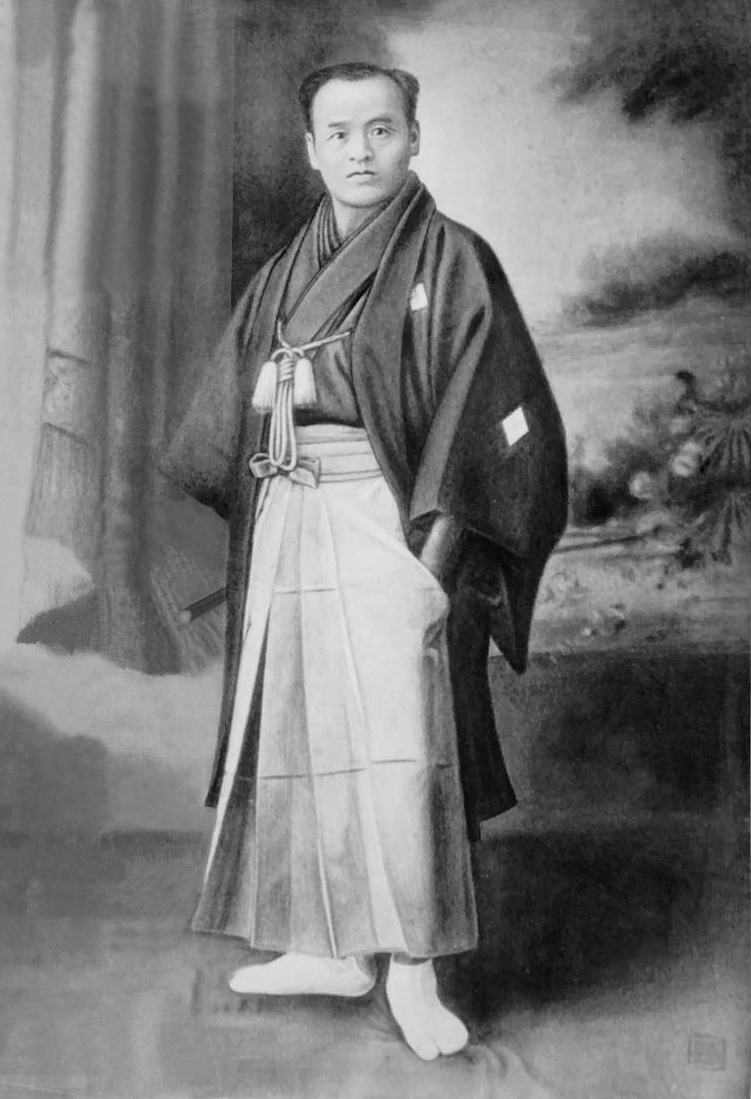
Сокаку Такэда

В 1903 году записался добровольцем в армию, для чего путём упражнений на вытяжку увеличил свой рост до минимально необходимого — 157,5 см. Принимал участие в русско-японской войне. В 1907 году покинул армию.

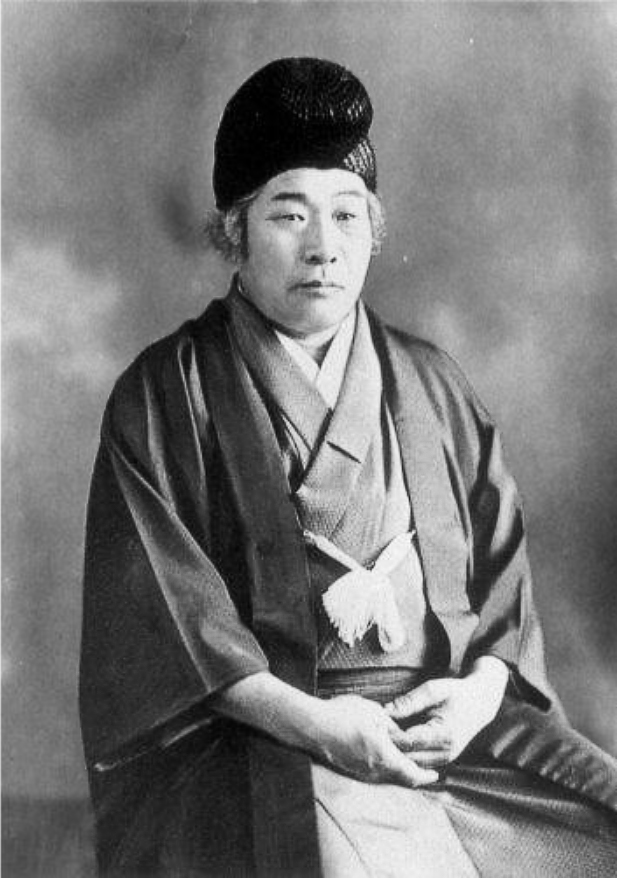
Онисабуро Дэгути

В 1915 году на Хоккайдо Уэсиба при посредничестве Катаро Ёсиды был представлен Сокаку Такэде — мастеру Дайто-рю Айки-дзюдзюцу и стал его учеником. Эта встреча имела важнейшее значение для будущего развития техники айкидо. Последующие 5 лет он учился у этого мастера и получил степень Кёдзю Дайри. Обладатель этой степени должен был на высоком уровне владеть 348 техниками.
В 1919 году Уэсиба теряет своего отца и двух маленьких сыновей. В этом же году он переезжает в Аябе, центр нового религиозного учения Оомото-кё. Там он знакомится с создателем религии Оомото-кё Онисабуро Дэгути.
Морихэя Уэсибу покорило учение Онисабуро Дэгути, который проповедовал, что мир и гармония на земле могут быть созданы только любовью, терпимостью и добром человека. С этого времени напряжённые физические тренировки Морихэя Уэсибы дополняются усиленными упражнениями в медитации. В том же году он открывает своё первое додзё в пристройке дома, первыми его учениками становятся последователи Омото-кё. Слава о нём как о мастере боевых искусств быстро распространяется. Вскоре его учениками становятся моряки с ближайшей военной базы. Будучи мастером Дайто-рю Айки-дзюдзюцу, Уэсиба накапливает опыт ведения тренировок, появляются собственные методики и наработки. Именно в это время рождается начальная форма Айкидо.
В 1921 году у Уэсибы рождается сын Киссёмару, который впоследствии станет вторым досю (хранителем пути).
В 1922 году в Аябе приезжает учитель Уэсибы Сокаку Такэда. На протяжении 6 месяцев он проводит тренировки.
В том же году Морихэй Уэсиба впервые называет свою борьбу «Айки-Будо» (合気武道).
В 1924 году Уэсиба принял участие в авантюре Онисабуро Дэгути — «великий поход» на Запад в поисках Шамбалы. Один из создателей секты-религии Омото-кё вдруг почувствовал в себе аватар будды Мироку, собрал группу добровольцев вместе с Уэсибой и Онисабуро, сев на белого коня, повёл группу во Внутреннюю Монголию. Но путешественников вскорости арестовали, посчитав японскими шпионами, и даже успели приговорить к смерти. Только заступничество властей Японии вернуло им свободу.
В этом путешествии у Морихэя Уэсибы впервые проявляются паранормальные способности — сиддхи. Кроме известного уворачивания от пуль и меча (до нанесения удара противником видел огненную черту, где пройдет лезвие меча), Уэсиба обладал способностью предсказывать будущее.
По возвращении из бесславного похода Морихэй стал усиленно тренироваться в боевых и духовных практиках, надолго уходя в горы Кумано. Он часто принимал обряд мисоги — очищение тела и духа под холодным горным водопадом, падающим прямо на макушку. Некоторые последователи утверждали, что в горах Кумано Уэсиба тренировался под руководством свирепого духа — воронообразного чёрта тэнгу. В результате столь строгой тренировки весной 1925 года Уэсиба достиг просветления сатори.
В 1932 году под патронажем и покровительством Омото-кё Уэсиба открывает и возглавляет Общество продвижения и поддержки боевых искусств Японии — Дайнихон Будосэнъёкай. Основными учениками были члены Народной милиции Омото-кё.
Примерно в эти же годы Уэсиба задумывается о преемнике. Уэсиба стал решать вопрос преемника в стиле учения Омото-кё, то есть преемником становится муж дочери, при этом зять усыновляется. (В Омото-кё сосоздательница Нао Дэгути усыновила Кисабуро Уэду, женив на своей дочери Сумико, с переименованием его в Онисабуро Дэгути. С тех пор главой Омото становятся мужья дочерей по женской линии, идущей от Нао Дэгути). Так и Уэсиба для своей дочери Мацуко нашёл жениха среди учеников, мастера кэндо Киёси Накакура.
В Кобукане Уэсибой была даже основана школа кэндо, преподавателем в которой и был зять Накакура. Его Морихэй усыновил и дал свою фамилию Уэсиба. Однако через несколько лет произошёл развод и Киёси Накакура покинул Уэсибу, став однако большим мастером кэндо и иайдо (9 дан).
В 1936 Уэсиба открывает собственную школу в Токио с поддержкой Онисабуро Дэгути .
В 1942 году «айки-будо» было переименовано Уэсибой в «айкидо» (合気道) . Вторая мировая война и гонения милитаристского правительства Японии на Омото-кё повлияли на выбор Морихэя. Уэсиба видел айкидо, содержащее гармонию и любовь, как средство для объединения всех людей в мире, как ему и проповедовали в Омото-кё, духовные постулаты которого и легли в основу философии айкидо — пути гармонии и любви.
В 1942 году Уэсиба переезжает в город Ивама префектуры Ибараки. Там он строит додзё и Храм Айки (в рамках религии Омото-кё). Один из биографов утверждает, что это было выражением протеста против власти военных. Возможно, это также было связано с преследованием религиозного движения Омото-кё — японской военной полицией Кэмпэйтай. Онисабуро Дэгути и множество других были арестованы, храмы Омото-кё в Аябэ и Камэоке разрушены (1935 год). От ареста Уэсибу спасло заступничество высокопоставленных учеников.
После войны Уэсиба возвращается в Токио и открывает додзё в районе Вакаяма.
В 1950 году Уэсиба путешествует по Японии и преподает айкидо.
Умер Уэсиба в 1969 году в возрасте 85 лет.

## Наследие
Ученики помнят Уэсибу как мастера боевых искусств, чья практика айкидо вывела его на новый уровень — от мастера, обладающего совершенной техникой, к моральному и философскому познанию айкидо как пути к мировой гармонии перед лицом окружающей агрессии.
Уэсиба обучил большое число учеников. Многие из них сами стали учителями, создав собственные школы айкидо. Ниже приведён далеко не полный список учеников, обучавшихся у Уэсибы в разные годы.
| Первое (перед войной) поколение (1921—1935) | Второе (во время войны) поколение (1936—1945) | Третье (после войны) поколение (1946—1955) | Четвёртое (и последнее) поколение (1956—1969) |
| - Нориаки Иноуэ (1902—1994) с 1921, племянник Уэсибы, создатель Синъэйтайдо в оомото-будо, первый несостоявшийся преемник Уэсибы (1933—1937 гг. руководил Будосэнъёкай). - Исаму Такэсита (1869—1949) с 1925 - Кэндзи Томики (1900—1979) с 1926, первый 8 дан в айкидо присужденный в 1942 году. - Хисао Камада (1911—1986) с 1929 - Иккусай Ивата (1909) с 1930, 9 дан Айкикай - Минору Мотидзуки (1907—2003) с 1930, 10 дан - Киёси Накакура (1910—2000) с 1930, 9 дан кэндо и иайдо, несостоявшийся зять (должен был стать мужем дочери Уэсибы Мацуко и преемником в айкидо). - Аритоси Мурасигэ (1895—1964) с 1931 - Масахиро Хасимото (1910) с 1931 - Цутому Юкава (1911—1942) с 1931 - Каору Фунахаси (1913—1940) с 1931, умер от туберкулёза. - Годзо Сиода (1915—1994) с 1932, 10 дан (ранее 9 дан был присуждён Уэсибой), основатель Ёсинкан - Риндзиро Сирата (1912—1993) с 1933, 9 дан - Сигэми Ёнэкава (1910—2005) с 1933 - Дзэндзабуро Акадзава (1920) с 1933 - Такуми Хиса (1895—1980) с 1934 - Такако Кунигоси (1911—?) с 1935, первая ученик-женщина у Уэсибы, впоследствии стала великим мастером тядо. | - Бансэн Танака (1912—1988) с 1936, 9 дан - Митио Хикицути (1923—2004) с 1937, 10 дан (присуждён Уэсибой), открыл Shingu’s Kumano Juku в 1951 когда он был 7 даном - Минору Хираи (1903—1998) с 1939, основатель Кориндо - Сабуро Тэнрю (1903—1989) с 1939, известный борец сумо - Коити Тохэй (1920—2011) с 1939, 10 дан присуждён Уэсибой и утверждён Айкикай, основатель Ки-айкидо и Общества изучения Ки. - Кисабуро Осава (1911—1991) с 1941, 9 дан - Тадаси Абэ (1926—1984) с 1942, 6 дан - Кансю Сунадомари (1923) с 1942, 9 дан - Хироси Тада (1929) с 1945, 9 дан | - Морихиро Сайто (1928—2002) с 1946, 9 дан - Садатэру Арикава (1930—2003) с 1947, 9 дан - Хирокадзу Кобаяси (1929—1998) с 1948 Kobayashi aikido - Сёдзи Нисио (1927—2005) с 1951, 8 дан - Сэйго Ямагути (1924—1996) с 1951, 8 дан - Сэйсэки Абэ (1915—2011) с 1952, 10 дан, мастер каллиграфии, обучал каллиграфии Морихэя Уэсибу. - Муцуро Накадзоно (1918—1994) 7 дан - Нобуёси Тамура (1933—2010) с 1953, 8 дан - Хироси Като (1935) с 1954, 8 дан - Ясуо Кобаяси (1936) с 1954, 8 дан - Ёсио Куроива (1932) с 1954, 8 дан - Корэтоси Макуяма (1936) с 1954, основатель Aikido Yuishinkai International - André Nocquet (1914—1999) с 1955, 8 дан, первый европеец — ути-дэси - Масамити Норо (1935) с 1955, 6 дан, основатель kinomichi - Мицуги Саотомэ (1937) с 1955 - Кэнсиро Аббэ (1915—1985) с 1945, 6 дан | - Ёсимицу Ямада (1938) с 1956, 8 дан - Акира Тохэй (1929—1999) с 1956, 8 дан - Нобуюки Ватанабэ (25.07.1930 — 20.08.2019) с 1958, 8 дан - Кадзуо Тиба (1940) с 1958, 8 дан - Ясунари Китаура (1937) с 1959, 8 дан - Сэити Сугано (1939—2010) с 1959, 8 дан - Сюдзи Маруяма (1940) с 1959, 6 дан, основатель Kokikai - Сидзуо Имаидзуми (1938) с 1959, 7 дан - Мицунара Канай (1939—2004) с 1959, 8 дан - Ютака Курита (1940) с 1959, 6 дан - Terry Dobson (1938—1992) с 1960, 5 дан - Норихико Итихаси (1940—2001) с 1960, 8 дан - Рой Суэнака Roy (1940) с 1961, 8 дан - Такэдзи Томита (1942) с 1961, 8 дан - Сэйдзиро Масуда (1936) с 1962, 8 дан - Robert Nadeau (1937) с 1962, 7 дан - Кэндзи Симидзу (1940) с 1963, 8 дан - Сэйсиро Эндо (1942) с 1964, 8 дан - Robert Frager (1940) с 1964, 7 дан - Гаку Хомма (1950) основатель Ниппон Кан - Морито Суганума (1942) с 1964, 8 дан |

## Эзотерика Уэсибы
Немалое наследие Уэсиба оставил в эзотерической части айкидо.
Кроме переосмысления нравственных принципов будо на основе ненасилия и отказа от соревновательности, внесения нового смысла в древнее японское понятие «Айки», он внес много эзотерического в айкидо: космология айкидо, учение И-КИ, магию первозвуков котодама. Благодаря этому ныне учение Морихэя Уэсибы причисляется к тантре, само айкидо причисляется к тантрическим боевым искусствам.
Особо стоит отметить стихи О-сэнсэя — Дока (стихи Пути).

## Мемуары Мастера
Поскольку Ай (合 — гармония) едино с Ай (愛 — любовь), я решил назвать мое уникальное будо «айкидо», так как слово «Айки» достаточно древнее. Однако термин, который использовался воинами в прошлом, фундаментально отличается от того, что использую я.
Айки — это не техника, не способ бороться или нанести поражение врагу. Это путь установить мир и сделать человеческие существа единой семьёй.
Секрет айкидо в том, чтобы слиться в гармонии с движением Вселенной и привести себя в согласие с самой Вселенной.
В айкидо необходим разум, служащий умиротворению всех человеческих существ в мире, а не намерение кого-то, кто лишь желает быть сильным или практикуется только в бросках противника.
Я спокоен, где бы и когда бы я ни был атакован. Я не имею привязанности к жизни или смерти. Я оставляю все, что есть, Богу. Будь свободен от привязанностей к жизни и смерти и сохраняй свой разум, который оставляет все Ему, не только когда будешь атакован, но и в повседневной жизни.
Истинное будо — это работа любви. Это труд давать жизнь всем существам и не убивать, не бороться ни с кем. Любовь — хранитель божественности во всем. Ничто не может существовать без этого. Айкидо — это реализация любви.
«Следовать Пути» означает быть единым с волей Бога и практиковать её. Если мы даже слегка отступаем от этого, мы более не на Пути.
Можно сказать, что Айкидо есть способ изгнания демонов не мечом, а искренностью нашего дыхания. Иначе говоря, способ превращения мира демонического ума в Мир Духа. Такова миссия Айкидо. Демонический ум будет повержен, а Дух восторжествует. Тогда Айкидо принесет плоды в этом мире.
Я хочу призвать людей прислушаться к голосу айкидо. Это не служит исправлению других, это ради исправления вашего собственного разума. Это айкидо.

## Книги Морихэя Уэсибы
На русском языке
- Уэсиба М. Будо рэнсю (Практика будо). — Добросвет, 2001. — 160 с. — ISBN 5-7913-0043-3.
- Уэсиба М. Айкидо: искусство мира. — Киев: София, 1997.

На английском языке
- Morihei Ueshiba. Budo: Teachings of the Founder of Aikido. — Kodansha International, 1996. — ISBN 978-4-7700-2070-3.
- Morihei Ueshiba. The Art of Peace: Teachings of the Founder of Aikido. — Shambhala, 1992. — 126 с. — ISBN 978-0877738510. Архивировано 11 марта 2012 года.